# Tony Williams (football américain)
Pour les articles homonymes, voir Williams et Tony Williams (homonymie).
(en) Statistiques sur pro-football-reference
Anthony Demetric Williams (né le 9 juillet 1975 à Germantown) est un joueur américain de football américain, évoluant au poste de defensive tackle.

## Carrière

### Université
Williams intègre l'université de Memphis en 1993 et joue, pendant quatre saisons avec les Tigers de l'équipe de football américain.

### Professionnel
Tony Williams est sélectionné au cinquième tour du draft de la NFL de 1997 par les Vikings du Minnesota, au 151e choix. Après une saison de rookie comme remplaçant, il devient titulaire en 1998. Il reste à ce poste pendant trois saisons avant d'être remercié par les Vikings.
Le 6 mars 2001, Williams signe un contrat de quatre ans avec les Bengals de Cincinnati, d'une valeur de onze millions de dollars dont quatre de prime à la signature. Lors de dernier match de la pré-saison 2001, il sort en cours de match, blessé à l'épaule. Le lendemain, le staff médical de Cincinnati se veut rassurant, affirmant que Williams sera prêt pour l'ouverture de la saison. Il se blesse lors du premier match de la saison et manque deux matchs. Il est remplacé par Bernard Whittington. Il termine la saison 2001 comme titulaire et dispute l'ensemble des matchs de la saison 2002 comme titulaire ainsi que ceux de la saison 2003. En 2004, lors d'un match contre les Broncos de Denver, il se casse la cheville après un choc avec George Foster. De nombreux joueurs de Cincinnati, les jours suivants, montreront leur mécontentement, considérant que Foster a fait un blocage très limite à Williams. Foster se défendera, disant qu'il n'avait pas chercher à blesser le defensive tackle. Le 29 octobre 2004, Williams est placé en Injuried Reserve, synonyme de fin de saison pour lui. Il est résilié durant la off-season 2005.
Le 15 mars 2005, on annonce qu'un contact est établi entre Williams et les Broncos de Denver. Cependant, aucun accord n'est conclu. Le 22 mars 2005, Williams entre en négociation avec les Jaguars de Jacksonville et signe finalement, le 6 avril 2005, un contrat de deux ans de 2.5 millions de dollars dont 500 000 de prime à la signature. Il est néanmoins résilié le 3 septembre 2005, peu de temps avant le début de la saison. Le 1er février 2006, Williams signe à nouveau avec Jacksonville mais se blesse à un biceps durant le mois d'août 2006. Écarté de l'entraînement par Jack Del Rio, il déclare forfait pour la saison 2006 et est résilié peu de temps  après, sans avoir joué un seul match avec les Jaguars